# Belle Golding
Isabella Theresa "Belle" Golding  (Tambaroora, 25 de noviembre de 1864-Annandale, 11 de diciembre de 1940) fue una activista laboral, feminista y sufragista australiana. 

## Biografía
Golding nació en Tambaroora, Condado de Wellington, Nueva Gales del Sur, hija de Joseph Golding (fallecido en 1890), un minero de oro de Galway, Irlanda, y su esposa escocesa, Ann (fallecida en 1906; née Fraser). En mayo de 1900, se convirtió en la primera inspectora de escuelas públicas en Australia. Junto a sus hermanas, Annie Mackenzie Golding (1855-1934), y Kate Dwyer, se unieron a la Liga de Sufragio de la Mujer de Nueva Gales del Sur aproximadamente en 1893, antes de formar la Asociación Progresista de Mujeres en 1904.

## Carrera
Según la Ley de cierre temprano de 1899, Golding se convirtió en la primera inspectora de escuelas públicas de Australia. A lo largo de su carrera como funcionaria pública, ejerció su pasión por mejorar las condiciones de vida de las mujeres, a menudo documentando preocupaciones de salud y empleo exclusivas de las mujeres. Más tarde, cuando se aprobó la Ley de Arbitraje Salarial, fue nombrada inspectora industrial; la primera y (a partir de 1940) la única mujer nombrada Presidenta de una Junta de Salarios. En esa posición, pudo resolver la disputa entre el Sindicato de Fruteros y Empleados de Pasteleros. La disputa se resolvió en 7.5 horas, y el laudo duró su término completo. Golding fue cofundadora de la Sociedad para la Prevención de la Crueldad contra los Animales en Australia.

## Muerte y legado
Después de retirarse debido a problemas de salud en 1927, falleció a los 76 años, el 11 de diciembre de 1940 en Annandale, Nueva Gales del Sur.
Golding Place, en el suburbio Canberra de Chisholm, lleva el nombre de Golding y su hermana Annie Mackenzie Golding.